# نويل هندرسون
نويل هندرسون (بالإنجليزية: Noël Henderson)‏ هو لاعب اتحاد الرغبي أيرلندي، ولد في 22 فبراير 1928 في Drumahoe ‏ في المملكة المتحدة، وتوفي في 27 أغسطس 1997 في بلفاست في المملكة المتحدة.

## وصلات خارجية
- نويل هندرسون عل موقع إسبنسكروم (الإنجليزية)